# Antonio Watson
Antonio Watson (ur. 11 września 2001) – jamajski lekkoatleta, specjalizujący się głównie w biegach sprinterskich. Złoty i srebrny medalista Mistrzostw Świata Juniorów Młodszych 2017. Rok później uzyskał srebrny medal w biegu na 200 metrów, który odbył się w ramach Igrzysk olimpijskich młodzieży w Buenos Aires. W 2021 został brązowym (200 metrów) i złotym (sztafeta 4x100 metrów) medalistą Młodzieżowych mistrzostw NACAC w lekkoatletyce. W 2023 roku Watson zdobył tytuł mistrza świata w biegu na 400 metrów.